# Alfie le dragueur
Pour les articles homonymes, voir Alfie.
Pour plus de détails, voir Fiche technique et Distribution.
Alfie le dragueur (Alfie) est un film britannique réalisé par Lewis Gilbert, sorti en 1966. C'est l'adaptation, par Bill Naughton, de sa propre pièce de théâtre, Alfie (1966).
L'actrice Jane Asher, qui joue ici le rôle d'Annie, était à l'époque la petite amie du bassiste chanteur des Beatles, Paul McCartney. La chanson-thème du film Alfie est interprétée par la chanteuse britannique Cilla Black, écrite par Burt Bacharach et Hal David, le tout produit par George Martin, le producteur des Beatles.

## Synopsis
Le beau chauffeur volage Alfie Elkins (Michael Caine) apprécie les faveurs des femmes, tout en évitant tout engagement. Il finit une liaison avec une femme mariée, Siddie (Millicent Martin (en)), tout comme il met sa petite amie soumise Gilda (Julia Foster) enceinte. Bien qu'Alfie refuse d'épouser Gilda et la trompe constamment, celle-ci décide d'avoir l'enfant, un garçon nommé Malcolm qu'elle préfère garder plutôt que de l'abandonner pour adoption.
Alfie s'attache à son fils au fil du temps, mais sa réticence à s'engager envers Gilda amène celle-ci à rompre avec lui et à épouser Humphrey (Graham Stark), un sympathique chef d'autobus qui l'aime et accepte Malcolm comme son propre fils. Elle empêche alors Alfie d'entrer en contact avec son fils, le forçant à le regarder de loin alors que Humphrey entre dans son rôle paternel. Quand un bilan de santé révèle qu'Alfie a des ombres tuberculeuses sur ses poumons, le diagnostic combiné à la séparation d'avec son fils l'amène à avoir une brève dépression nerveuse.
Alfie passe alors du temps dans une maison de convalescence, où il se lie d'amitié avec un autre patient nommé Harry (Alfie Bass), un homme dévoué à sa femme lubrique Lily (Vivien Merchant). Quand Alfie suggère avec désinvolture que Lily pourrait tromper Harry, ce dernier affronte Alfie à propos de ses attitudes et de son comportement. Alfie est libéré de la maison et rencontre Ruby (Shelley Winters), une Américaine plus âgée, voluptueuse, riche et libérée, tout en prenant des photos de vacances à la pige près de la Tour de Londres. Alfie retourne à la maison de convalescence pour rendre visite à Harry, qui lui demande de ramener Lily à la maison. Ni Alfie ni Lily ne veulent d'abord passer du temps ensemble, mais ils acceptent de plaire à Harry et le retour à la maison se transforme en camp pour la nuit.
Plus tard, Alfie ramasse une jeune auto-stoppeuse, Annie de Sheffield (Jane Asher), qui cherche à prendre un nouveau départ à Londres et emménage finalement avec lui. Elle se préoccupe d'un ancien amour, mais lave le plancher, fait la lessive et prépare les repas d'Alfie pour compenser. Ce dernier devient néanmoins jaloux de la relation et l'expulse dans une explosion de colère, la regrettant immédiatement après. À peu près au même moment, Lily l'informe qu'elle est enceinte après leur rencontre et les deux planifient qu'elle ait un avortement illégal pour empêcher Harry de le découvrir. L'avortement s'avère traumatisant pour Lily et Alfie, ce dernier s'effondrant en voyant le fœtus avorté.
Le stress des situations avec Annie et Lily amènent Alfie à changer ses manières frivoles et à s'installer avec la riche Ruby. Cependant, en visitant celle-ci, il trouve un homme plus jeune dans son lit. Il rencontre à nouveau Siddie, mais elle a perdu tout intérêt pour lui et est retournée chez son mari. Alfie est laissé seul et s'interroge sur les choix de sa vie, puis demande aux téléspectateurs "De quoi s'agit-il ? Vous savez ce que je veux dire." Le film se termine quand Alfie retrouve le vieux chien errant qu'il avait rencontré au début du film et qu'ils marchent ensemble dans la rue vide.

## Fiche technique
- Titre original : Alfie
- Titre : Alfie ou Alfie le dragueur
- Réalisation : Lewis Gilbert, assisté de Brian W. Cook (non crédité)
- Scénario : Bill Naughton
- Production : Lewis Gilbert et John Gilbert
- Musique : Sonny Rollins
- Chanson-thème Alfie : Burt Bacharach et Hal David, chantée par Cilla Black et produite par George Martin.
- Photographie : Otto Heller
- Pays d'origine : Royaume-Uni
- Langue : anglais
- Genre : comédie dramatique
- Durée : 114 minutes
- Distribution : Paramount Pictures
- Budget : 800 000 $ (estimation)
- Date de sortie : 1966
- Affiche : Michel Landi (France)

## Distribution
- Michael Caine  (VF : Michel Roux)  : Alfie Elkins
- Shelley Winters  (VF : Paule Emanuele)  : Ruby
- Millicent Martin : Siddie
- Julia Foster  (VF : Michelle Bardollet)  : Gilda
- Jane Asher : Annie
- Shirley Anne Field : Carla
- Vivien Merchant : Lily
- Eleanor Bron : Le Docteur
- Denholm Elliott (VF : Pierre Gay) : L'avorteur
- Alfie Bass  (VF : Georges Riquier)  : Harry Clamacraft
- Graham Stark  (VF : Jacques Ferrière)  : Humphrey
- Murray Melvin (VF : Claude Mercutio) : Nat
- Sydney Tafler  (VF : Claude Bertrand)  : Frank

## Musique
La bande originale du film mettait en vedette le saxophoniste jazz Sonny Rollins avec des musiciens locaux de Londres dont Stan Tracey au piano, qui improvisait "Little Malcolm Loves His Dad" (bien que jamais crédité), Rick Laird à la basse, Phil Seamen à la batterie, Ronnie Scott au sax ténor . L'album de bandes originales, enregistré aux États-Unis avec orchestration par Oliver Nelson, a présenté Rollins avec J.J. Johnson - trombone (titres 1 et 2), Jimmy Cleveland - trombone (titres 3 et 6), Phil Woods - saxophone alto, Bob Ashton - saxophone ténor, Danny Bank - saxophone baryton, Roger Kellaway - piano, Kenny Burrell - guitare, Walter Booker - basse et Frankie Dunlop - batterie
La chanson titre Alfie composée par Burt Bacharach sur des paroles Hal David, est chantée par Cher sur les crédits de clôture du film dans la version américaine. Elle devient un hit pour les chanteuses Cilla Black et Dionne Warwick. De nombreux musiciens de jazz l'ont reprise et c'est devenu un standard de jazz.

## Distinctions
Sauf indication contraire les informations contenues dans cette section peuvent être confirmer par MUBI.
- 1968 : Mostra de Venise : sélection officielle
- 1969 : Academy Awards : nomination meilleur montage de film

## Autour du film
- En 2004 est sorti un remake, Irrésistible Alfie, avec Jude Law dans le rôle principal.